# Ptychadena nana
Ptychadena nana är en groddjursart som beskrevs av Perret 1980. Ptychadena nana ingår i släktet Ptychadena och familjen Ptychadenidae. IUCN kategoriserar arten globalt som otillräckligt studerad. Inga underarter finns listade i Catalogue of Life.